# Harry Sidebottom
Harry Sidebottom é um escritor e historiador britânico, mais conhecido por suas duas séries de romances históricos The Warrior of Rome, e Throne of the Caesars.

## Biografia
Sidebottom nasceu em Cambridge e foi criado em Newmarket (Suffolk), Inglaterra, onde seu pai trabalhava como treinador de cavalos de corrida.
Sidebottom estudou História Antiga na Universidade de Lancaster (1977-1980). Ele fez mestrado em 1982 na Universidade de Manchester e mais tarde doutorado na Universidade de Oxford. Ele já apareceu como apresentador em Ancient Discoveries do History Channel.
Ele lecionou em várias universidades, incluindo Oxford, onde agora é membro e diretor de estudos em história antiga no St Benets Hall e professor de história antiga no Lincoln College.
Toda a sua vida ele correu, jogou e assistiu rugby e críquete. Ele foi membro fundador do Woodstock Rugby Football Club e recentemente começou a praticar tênis.

## Obras

#### Warrior of Rome
1. Fire in the East (2008) Br: Fogo no leste (Record, 2011) / Pt: Fogo a Oriente (Civilização Editora, 2009)
2. King of Kings (2009) Br: Rei dos Reis (Record, 2016) / Pt: O Rei dos Reis (Civilização Editora, 2010)
3. Lion of the Sun (2010) Pt: O Leão do Sol (Civilização Editora, 2011)
4. The Caspian Gates (2011)
5. The Wolves of the North (2012)
6. The Amber Road (2013)
7. The Last Hour (2018)
8. The Burning Road (2021)
9. Falling Sky (2022)

#### Throne of the Caesars
1. Iron & Rust (2014)
2. Blood & Steel (2015)
3. Fire & Sword (2016)

#### Livros isolados
- The Lost Ten (2019)
- The Return (2020)
- The Shadow King (2023)

### Não-ficção
- Ancient Warfare: A Very Short Introduction (2004)
- The Cambridge Companion of Greek and Roman Warfare (2007)
- Blackwell Encyclopedia of Ancient Battles (editado Michael Whitby) (2017)
- The Mad Emperor: Heliogabalus and the Decadence of Rome (2022)